# 905-й горный корпусной артиллерийский полк
Не следует путать с 905-м артиллерийским полком 345-й стрелковой дивизии
905-й горный корпусной артиллерийский полк — воинское подразделение в вооружённых силах СССР во время Великой Отечественной войны.

## История
Формирование полка начато в феврале 1944 года.
В составе действующей армии с 28.02.1944 по 15.11.1944 года и с 16.02.1945 по 11.05.1945.
Входил в состав 127-го лёгкого горнострелкового корпуса.
В феврале 1945 года переименован в 905-й горно-вьючный корпусной артиллерийский полк.

## Полное наименование
- 905-й горный корпусной артиллерийский ордена Суворова полк

## Подчинение
| Дата            | Фронт (округ)        | Армия                 | Корпус (группа) | Примечания |
| --------------- | -------------------- | --------------------- | --------------- | ---------- |
| 01.03.1944 года | -                    | -                     | -               | нет данных |
| 01.04.1944 года | Карельский фронт     | 19-я армия            | -               |            |
| 01.05.1944 года | Карельский фронт     | 19-я армия            | -               |            |
| 01.06.1944 года | Карельский фронт     | 19-я армия            | -               |            |
| 01.07.1944 года | Карельский фронт     | 7-я армия             | -               |            |
| 01.08.1944 года | Карельский фронт     | 7-я армия             | -               |            |
| 01.09.1944 года | Карельский фронт     | 32-я армия            | -               |            |
| 01.10.1944 года | Карельский фронт     | 14-я армия            | -               |            |
| 01.11.1944 года | Карельский фронт     | 14-я армия            | -               |            |
| 01.12.1944 года | Резерв Ставки ВГК    | 19-я армия            | -               |            |
| 01.01.1945 года | Резерв Ставки ВГК    | 19-я армия            | -               |            |
| 01.02.1945 года | Резерв Ставки ВГК    | -                     | -               |            |
| 01.03.1945 года | 4-й Украинский фронт | 38-я армия            | -               |            |
| 01.04.1945 года | 4-й Украинский фронт | 38-я армия            | -               |            |
| 01.05.1945 года | 4-й Украинский фронт | 1-я гвардейская армия | -               |            |

## Командование полка
- Командир полка — полковник Костеров Василий Игнатьевич (на май 1945) 1907 г.р. Кавалер двух орденов Боевого Красного Знамени.

## Награды и наименования
| Награда                    | Дата       | За что получена |
| -------------------------- | ---------- | --- |
| Орден Суворова III степени | 31.10.1944 | за образцовое выполнение заданий командования в боях с немецкими захватчиками, за овладение городом Петсамо (Печенга) и проявленные при этом доблесть и мужество |